# لشکر ۹ پیاده (ایالات متحده آمریکا)
لشکر ۹ پیاده (انگلیسی: 9th Infantry Division) لشکر پیاده‌نظام نیروی زمینی ایالات متحده آمریکا است، که در سال ۱۹۱۸ تأسیس شد.
لشکر نهم یک لشکر پیاده نظام غیرفعال ارتش ایالات متحده است. این لشکر در طول جنگ جهانی اول به عنوان لشکر نهم تشکیل شد، اما هرگز به خارج از کشور اعزام نشد. در سال‌های بعد، این لشکر یک واحد مهم ارتش ایالات متحده در طول جنگ جهانی دوم و جنگ ویتنام بود. همچنین از سال ۱۹۴۷ تا ۱۹۶۲ به عنوان یک واحد آمادگی در زمان صلح در فورت دیکس، نیوجرسی به عنوان یک لشکر آموزشی، آلمان غربی و فورت کارسون، کلرادو به عنوان یک لشکر با وضعیت رزمی کامل و از سال ۱۹۷۲ تا ۱۹۹۱ به عنوان یک لشکر پیاده نظام فعال در فورت لوئیس، واشنگتن فعال بود. این لشکر در دسامبر ۱۹۹۱ غیرفعال شد.